# Santa Maria Novella

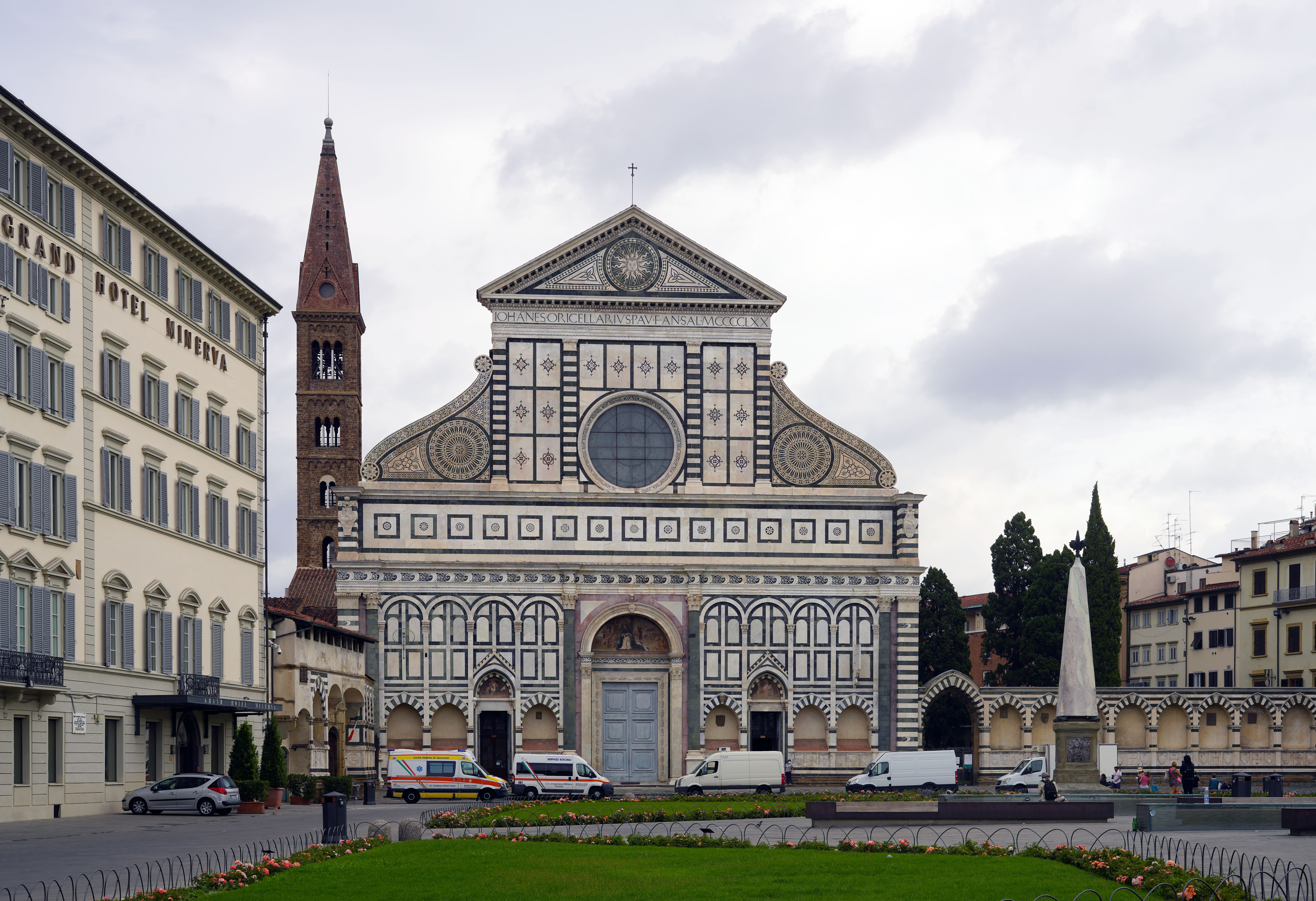
Santa Maria Novellas huvudfasad.

Santa Maria Novella är en basilika i Florens, Italien. Den ritades i mitten av 1200-talet av två dominikanermunkar, Fra Sisto da Firenze och Fra Ristoro da Campi, och var vid färdigställandet 1360 den första stora basilikan i Florens. Kyrkan konsekrerades 1420 men det dröjde ytterligare innan fasaden i svart och vit marmor utfördes av Leon Battista Alberti (1456-1470). I kyrkan finns många berömda konstverk, av bland andra Duccio, Filippino Lippi, Domenico Ghirlandaio, Lorenzo Ghiberti men framförallt hyser kyrkan Den Heliga Treenigheten (1427) av renässansmästaren Masaccio, en av konsthistoriens mest centrala verk som uppvisar konstnärens revolutionerande nya idéer om perspektiv och matematiska proportioner.

## Konstnärer vars verk finns i kyrkan
- Sandro Botticelli
- Baccio D'Agnolo
- Bronzino
- Filippo Brunelleschi
- Tino da Camaino
- Nardo di Cione
- Duccio
- Lorenzo Ghiberti
- Domenico Ghirlandaio
- Filippino Lippi
- Benedetto da Maiano
- Giacomo Marchetti
- Masaccio
- Nino Pisano
- Bernardo Rossellino
- Santi di Tito
- Paolo Uccello
- Giorgio Vasari